# 曹彬

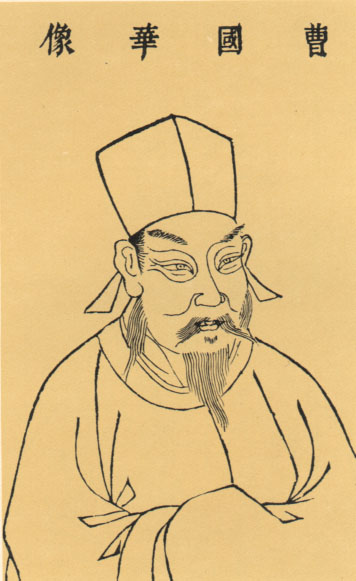
曹彬

曹 彬（そう ひん、長興2年（931年） - 咸平2年6月7日（999年7月22日））は、後周から北宋にかけての軍人。字は国華。諡は武恵。鎮州霊寿県の人。南唐攻略など数々の功績を挙げた宋初の名将で、宋朝建国の元勲の一人。

## 生涯
後周では太祖の妻の張貴妃の甥として重用され、趙匡胤が恭帝から禅譲を受けて北宋が建つと、そのまま北宋へ仕える。その後は将軍として契丹・北漢・後蜀・南唐の諸国と歴戦し、数々の武勲を挙げた。
965年の後蜀攻略戦においては征伐軍による攻略後の暴行を制止しきれず、諸将とともに太祖から譴責を受けたが、975年の南唐攻略戦では被害を最小限に留め、南唐の優れた文化を北宋へ受け継がせることができた。
その後は枢密使・同平章事を歴任して軍事面の責任者として貢献し、一時は北漢討伐戦の敗戦責任を負って左遷されたものの、後に枢密使に復帰している。
子は曹璨・曹珝・曹玹・曹瑋・曹玘・曹珣・曹琮。娘は真宗の側室の曹賢妃。孫娘で曹玘の娘が仁宗の慈聖皇后になった。また、道教の八仙の一人である曹国舅は、慈聖皇后の弟、すなわち曹彬の孫とされる。

## 人物
清廉篤実な人物として知られ、幾つかのエピソードが伝わっている。
- 曹彬が後周の茶酒を司る役人だった頃、まだ後周の将軍だった太祖趙匡胤に管理下の酒を要求されたことがあった。曹彬は公の酒を与えることを断り、自ら酒を購って趙匡胤に与えた。後に太祖は、曹彬の篤実な勤務ぶりを称揚したという。

- 曹彬の人柄を知る太祖は、後蜀攻略戦の略奪には曹彬は関係してないとして許そうとした。しかし、曹彬は、自分も将として名を連ねていたから責任があるとして自ら諸将とともに叱責を受けた。

- 江南の金陵包囲戦中、曹彬は攻城前に仮病を使って寝込んだ。そして見舞いに訪れた諸将から、病を治す代償として略奪・暴行を行なわない旨の誓約を受けた後に金陵を攻略したため、被害を最小限に留めることができたという。

## 資料
- 宋史/卷258（ウィキソース中国語版）